# Urraca de Portugal
Urraca de Portugal o Urraca de Borgonya i Savoia (Coïmbra, 1151 - 1188) fou infanta de Portugal i reina consort de Lleó (~1165 - 1175).
Filla del primer rei de Portugal Alfons I de Portugal i la seva esposa Mafalda de Savoia. Era neta per línia materna del duc Amadeu III de Savoia. Vers el 1165 es casà amb el rei Ferran II de Lleó. D'aquest matrimoni tingueren: l'infant Alfons IX de Lleó (1171 - 1230), rei de Lleó i casat el 1197 amb Berenguera de Castella. Urraca fou repudiada per Ferran II i el 1175 aquest matrimoni fou anul·lat pel Papa Alexandre III.